# Катастрофа Ан-12 под Кавалой
Катастрофа Ан-12 под Кавалой — авиационная катастрофа, произошедшая 16 июля 2022 года. 
Транспортный самолёт Ан-12БК украинской авиакомпании Meridian Air Cargo, выполнявший грузовой рейс MEM3032 по маршруту Ниш—Амман—Эр-Рияд—Ахмадабад—Дакка, перевозил 11 тонн вооружений (включая противопехотные мины), во время выполнения захода на вынужденную посадку после возгорания одного из двигателей через несколько часов после взлёта разбился у подножия горы Пангей. Погибли все находившиеся на его борту 8 членов экипажа.

## Сведения о рейсе 3032

### Самолёт
Ан-12БК (заводской номер 01347701, серийный 77-01) был выпущен Ташкентским авиационным заводом (завод № 84) в январе 1971 года (первый полёт совершил 29 января). С октября 1990 года в разное время эксплуатировался авиакомпаниями Balkan (борт СССР-12999), «Уральские авиалинии» (борт RA-12999), Vega Air, Scorpion Air (в обеих под б/н LZ-VEB), Jupiter Jet (в ней сменил два б/н — UN-11019 и UP-AN212) и «Гродно» (борт EW-435TI). С 2022 года эксплуатировался украинской авиакомпанией Meridian Air Cargo, в которой носил бортовой номер UR-CIC. На день катастрофы находился в эксплуатации 51 год и 5 месяцев, совершил 13 274 цикла «взлёт-посадка» и налетал 40 269 часов.

### Экипаж
На борту находилось 8 членов экипажа, все — граждане Украины.

## Катастрофа
Согласно данным министра обороны Сербии Небойши Стефановича, Ан-12БК борт UR-CIC, принадлежавший украинской авиакомпании Meridian Air Cargo, проводил коммерческий транспортный рейс MEM3032 по перевозке сербской военной оборонной техники весом 11,5 тонн в Дакку (Бангладеш).
После вылета из Ниша (Сербия) самолёт взял курс на Амман. Рейс 3032 должен был совершить технические посадки в Аммане (Иордания), Эр-Рияде (Саудовская Аравия) и Ахмадабаде (Индия), после чего приземлиться в Дакке.
Над Эгейским морем один из двигателей самолета загорелся, после чего самолет подал сигнал бедствия, экипаж пытался провести аварийную посадку в Кавале, Греция, однако затем скрылся с радаров и рухнул на землю в 16 километрах к западу от Кавалы, в 40 км от аэродрома. Незадолго до крушения очевидцы видели в небе огненный шар.
Самолёт разбился между сёлами Антифилиппи и Палеохори в Элефтерополисе (Кавала). Для тушения пожара сначала было направлено 15 пожарных на 7 машинах. В близлежащих населённых пунктах было прекращено электроснабжение.
Утром 17 июля МИД Украины подтвердило количество человек, находившихся на борту рейса 3032, а также наличие «опасного груза» на борту.

## Расследование
Расследование катастрофы самолёта было засекречено. Никаких официальных сообщений на счёт того, куда точно летел транспортник, нет.